# 1995年武定地震
1995年武定地震发生在中国云南省武定1995年10月24日当地时间06:46。 震中位于中国云南省武定县发窝镇附近。地震的震级为6.2级。地震造成53人死亡，13903人受伤。许多房屋和公共建筑遭到破坏，包括发窝中学和发窝镇办事处。这次地震在四川西南部均可感觉到。

## 相关
- 1995年地震列表（英语：List of earthquakes in 1995）
- 中国地震列表